# 総合運動公園駅
総合運動公園駅（そうごううんどうこうえんえき）は、兵庫県神戸市須磨区緑台にある神戸市営地下鉄西神・山手線の駅である。駅番号はS13。駅イメージテーマは「躍動感」。

## 歴史
- 1985年（昭和60年）6月18日：営業開始[1]。
- 1993年（平成5年）7月9日：快速運転開始。快速停車駅（イベント開催時のみ）となる。
- 1995年（平成7年）
  - 1月17日：阪神・淡路大震災で被災し、不通。
  - 1月18日：営業再開（名谷駅 - 学園都市駅間単線運転開始）、快速休止。
  - 1月25日：名谷駅 - 学園都市駅間複線運転再開。
  - 7月21日：休止していた快速を廃止。
- 1999年（平成11年）8月6日：ダイヤ改正。主に夜間時間帯で運転本数が増加。

## 駅構造
1面2線の島式ホームを、2面の臨時ホームで挟んだ、計3面2線の地上駅。ホームは地平部よりも低い位置（掘割）にある。
線路面の標高は約103mで、2015年12月に仙台市地下鉄東西線・八木山動物公園駅（136.4m）が開業するまでは日本一高い場所にある地下鉄駅であった。

### のりば
| ホーム     | 路線         | 行先                    |
| ---------- | ------------ | ----------------------- |
| 臨時ホーム |              |                         |
| 1          | 西神・山手線 | ■三宮・新神戸・谷上方面 |
| 2          | 西神・山手線 | □学園都市・西神中央方面 |
| 臨時ホーム |              |                         |

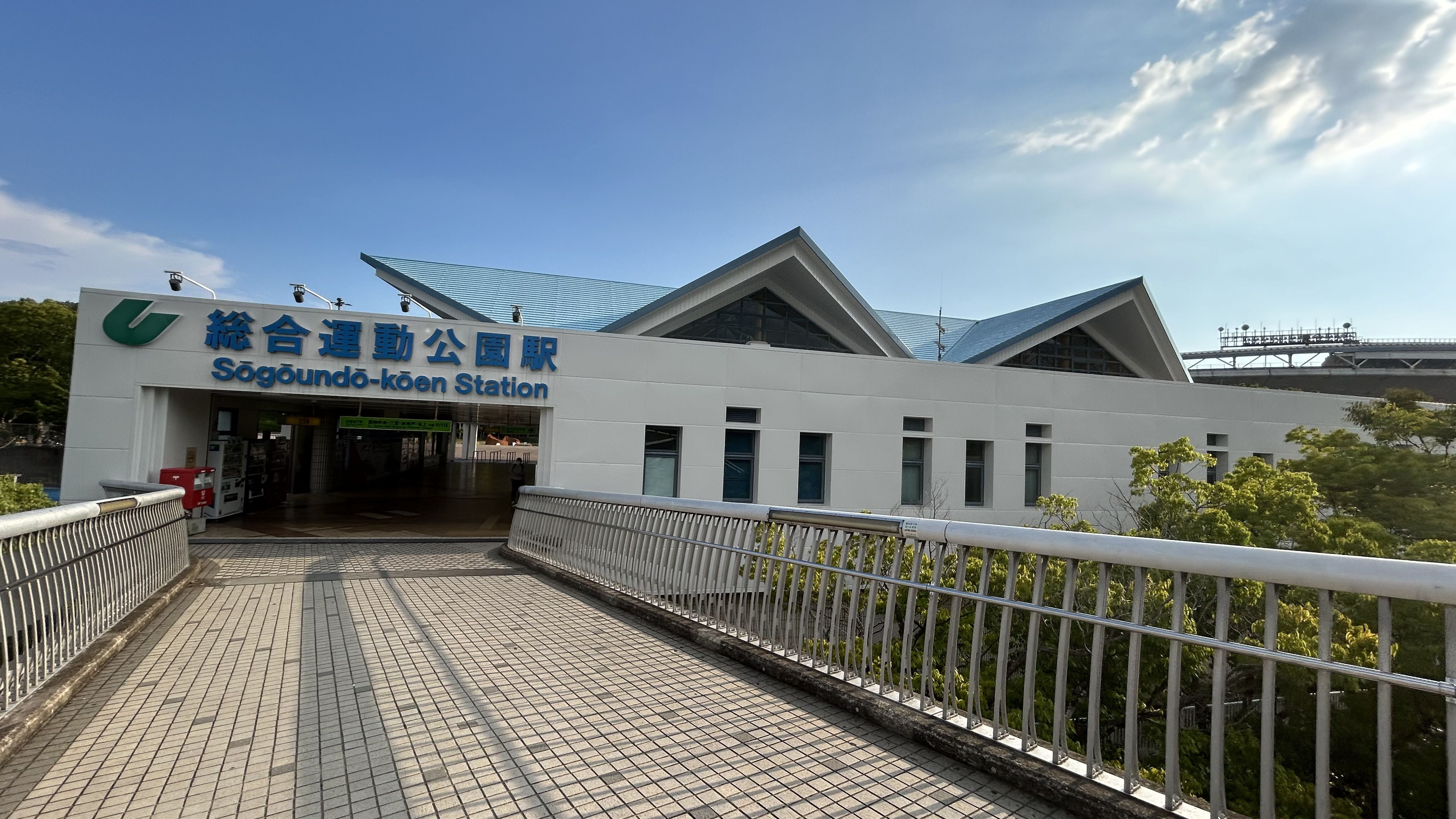
北出口1
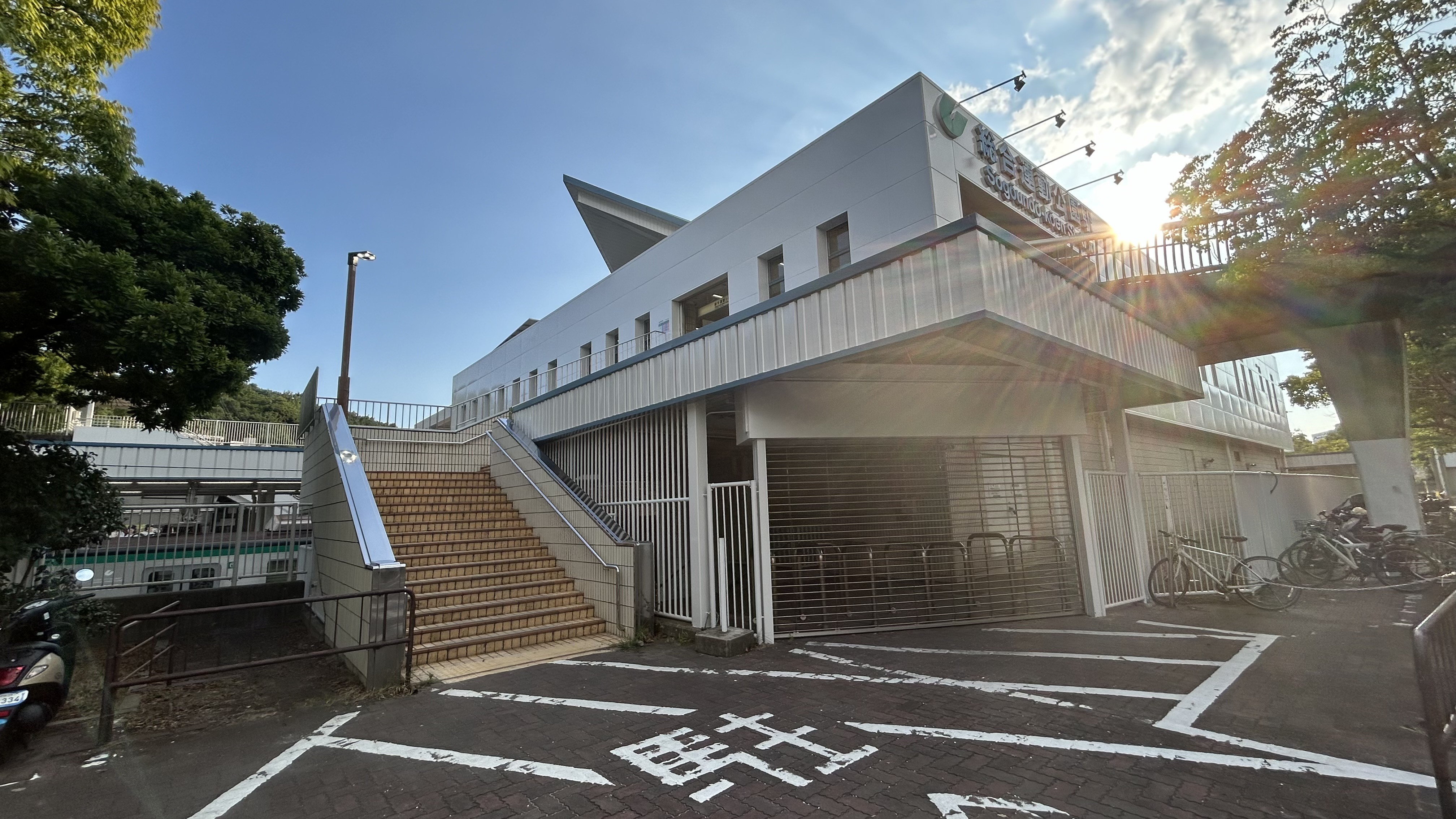
北出口2
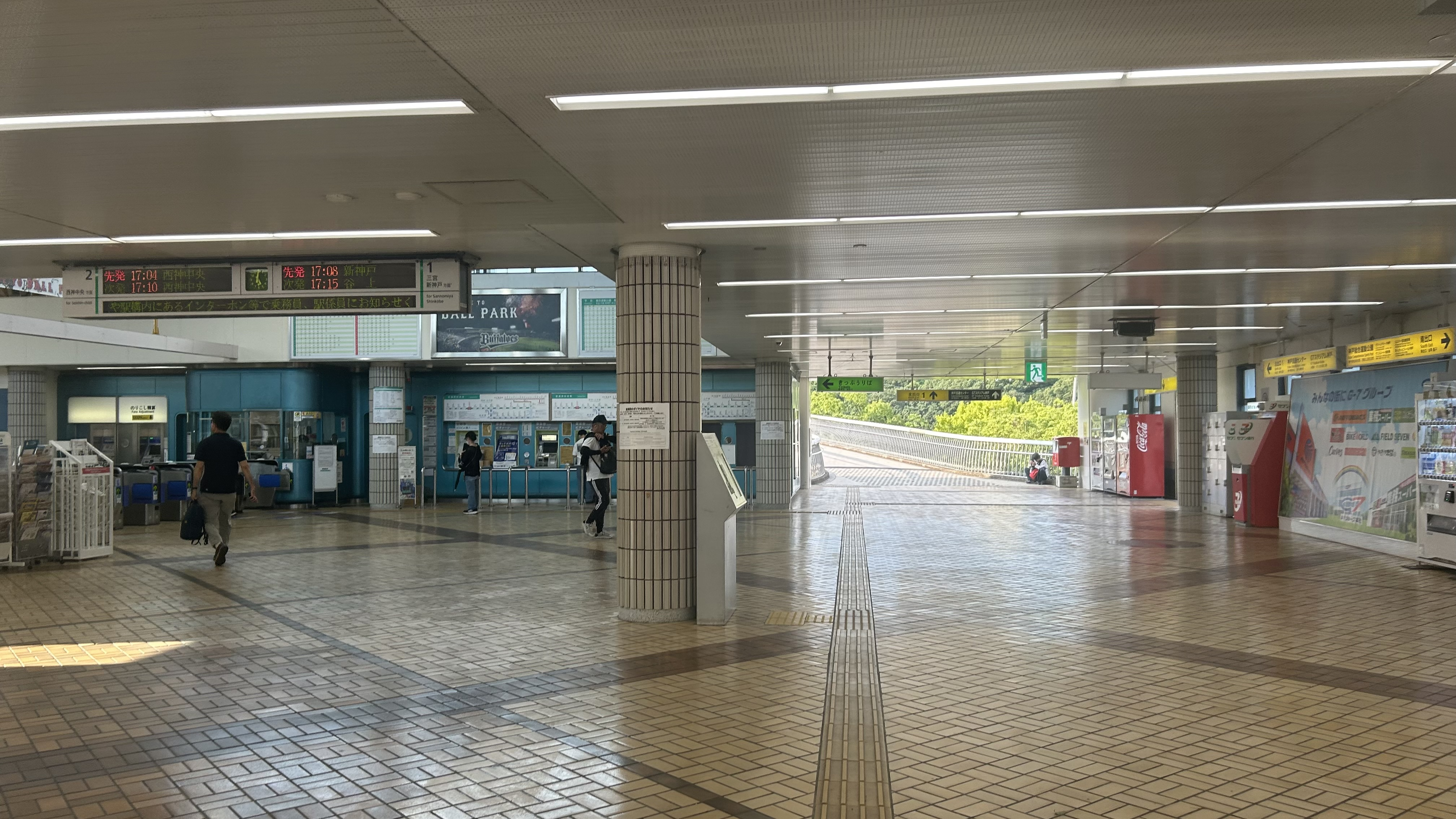
コンコース
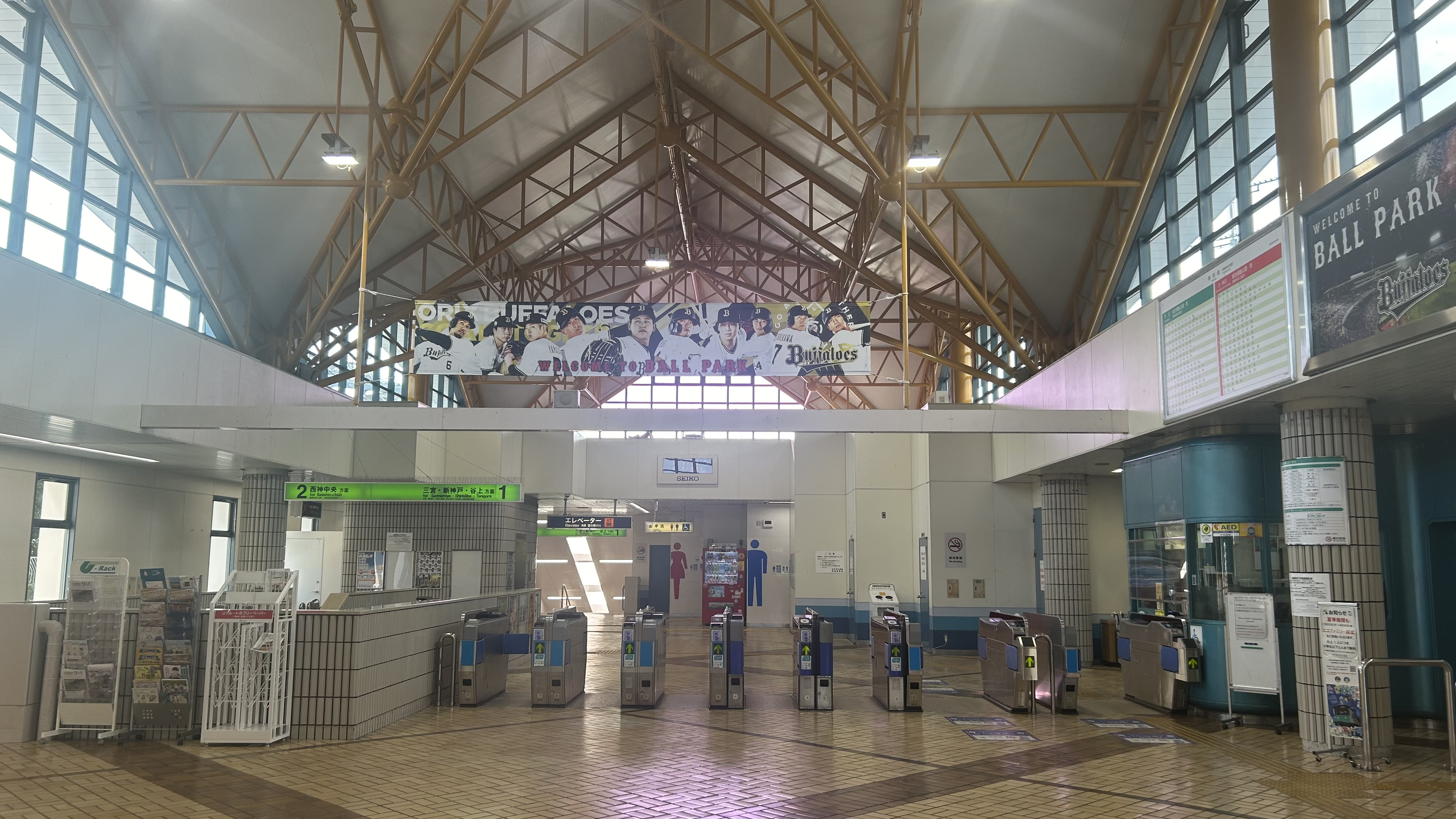
改札口
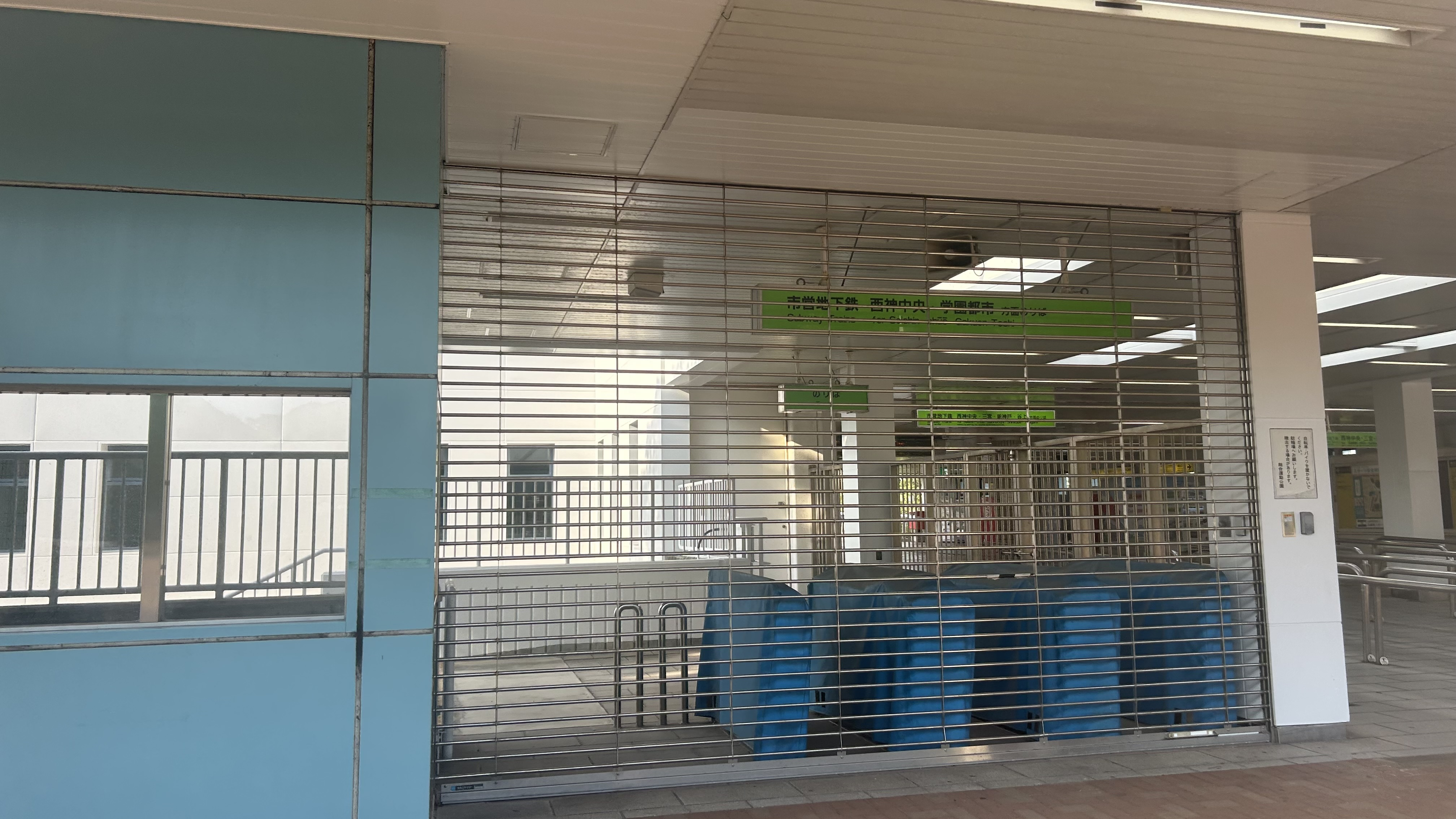
臨時改札口
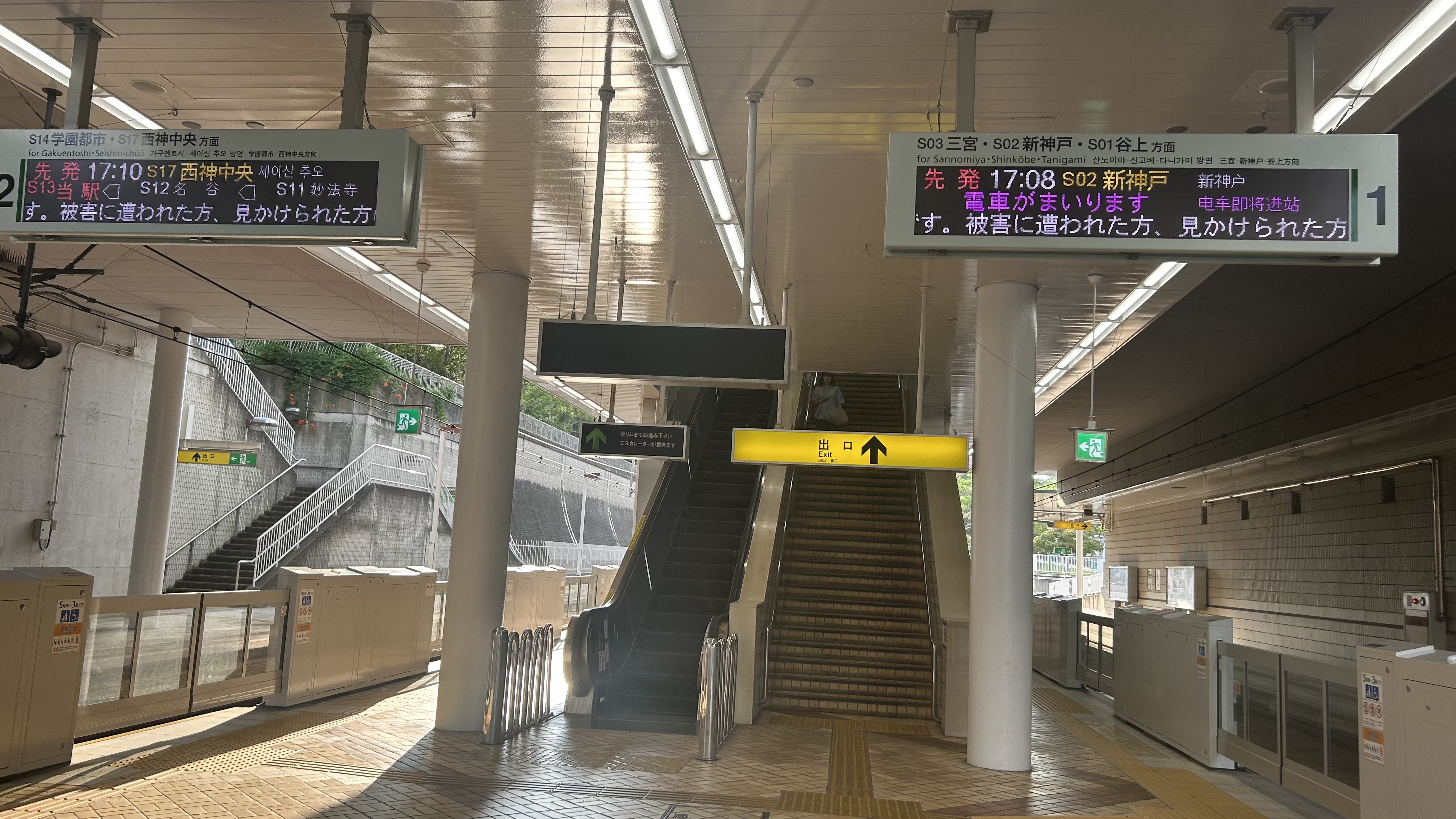
島式ホーム

付記事項
- 通常時は中央の島式ホームのみを使用する。過去、神戸総合運動公園内での大規模なイベント開催時には、両端の臨時ホームを降車専用としていたが、現在はイベントの規模にかかわらず使用されていない。
- 臨時ホームは、計5ヶ所（三宮方面行ホーム側からは2ヶ所、西神中央方面行ホーム側からは3ヶ所）の臨時出口につながっている。なお、臨時ホームには番号は付与されていない。

## 利用状況
2022年度の1日平均乗車人員は6,426人である。
イベント開催時には多数の乗客が利用する。
近年の1日平均乗車人員推移は下記の通り。
| 年度               | 1日平均 乗車人員 |
| ------------------ | ---------------- |
| 1995年（平成07年） | 7,175            |
| 1996年（平成08年） | 7,389            |
| 1997年（平成09年） | 6,935            |
| 1998年（平成10年） | 6,335            |
| 1999年（平成11年） | 6,259            |
| 2000年（平成12年） | 6,247            |
| 2001年（平成13年） | 6,538            |
| 2002年（平成14年） | 7,500            |
| 2003年（平成15年） | 7,440            |
| 2004年（平成16年） | 7,488            |
| 2005年（平成17年） | 7,584            |
| 2006年（平成18年） | 7,946            |
| 2007年（平成19年） | 7,685            |
| 2008年（平成20年） | 7,825            |
| 2009年（平成21年） | 7,622            |
| 2010年（平成22年） | 7,787            |
| 2011年（平成23年） | 7,377            |
| 2012年（平成24年） | 7,358            |
| 2013年（平成25年） | 7,466            |
| 2014年（平成26年） | 7,343            |
| 2015年（平成27年） | 7,273            |
| 2016年（平成28年） | 7,242            |
| 2017年（平成29年） | 7,264            |
| 2018年（平成30年） | 7,025            |
| 2019年（令和元年） | 7,102            |
| 2020年（令和02年） | 5,328            |
| 2021年（令和03年） | 5,767            |
| 2022年（令和04年） | 6,426            |

## 駅周辺

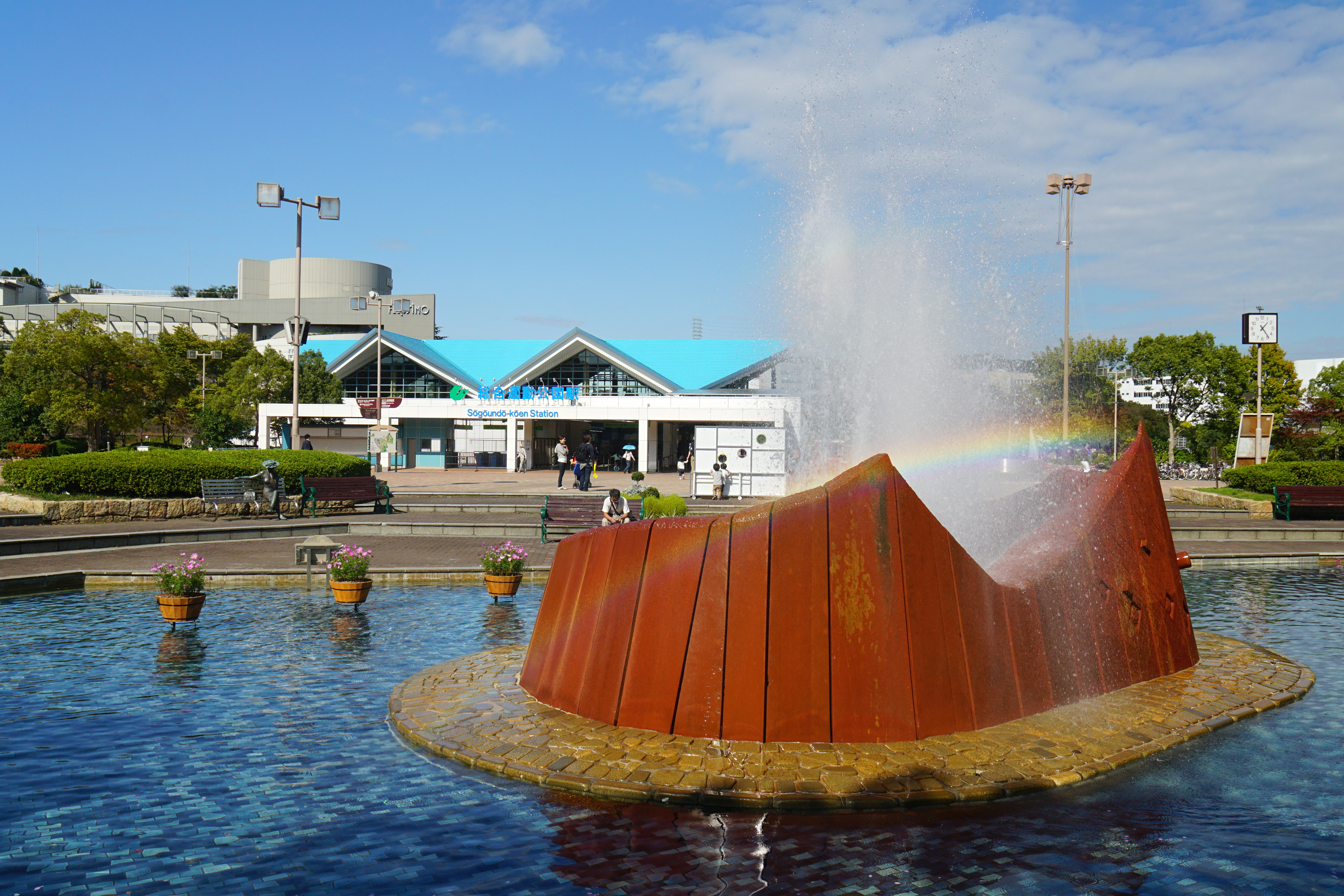
総合運動公園内噴水越しに駅南口を望む。 彫刻Date 6　水井康雄作

神戸総合運動公園内に位置する。また東西に住宅地が続くほか、高速道路のインターチェンジにも近いことから、北側には事業所の物流拠点が集積している。
なお、駅の東側では僅かに地上に出る山陽新幹線とオーバークロスしている。
- 神戸総合運動公園
  - 神戸総合運動公園野球場（ほっともっとフィールド神戸） - 徒歩3分
  - 神戸総合運動公園ユニバー記念競技場 - 徒歩7分
  - グリーンアリーナ神戸 - 徒歩7分
  - テニスコート - 徒歩10分
- 神戸市立工業高等専門学校 - 運動公園内を通過して徒歩13分（西隣の学園都市駅からも徒歩15分）
- 神戸市立西落合中学校
- 神戸流通センター（神戸流通業務団地）
  - フェリシモホール
- 布施畑ジャンクション
  - 神戸淡路鳴門自動車道（西神自動車道） 布施畑インターチェンジ
  - 阪神高速7号北神戸線 布施畑西出入口

## 隣の駅
神戸市営地下鉄
西神・山手線
名谷駅 (S12) - 総合運動公園駅 (S13) - 学園都市駅 (S14)
- 括弧内の英数字は駅番号を示す。